# Despina Georgiadou
Despina Georgiadou (griechisch Δέσποινα Γεωργιάδου, * 22. Juni 1991 in Marousi) ist eine griechische Säbelfechterin. Sie war die erste Griechin, die eine Silbermedaille bei einer Fechtweltmeisterschaft gewann.

## Leben
Georgiadou lebt in Athen und studiert Wirtschaft an der Pantion-Universität Athen (Stand 2023). Sie spricht Griechisch und Englisch. Ihre Hobbys sind Gesang und Gitarre spielen.

## Karriere
Nachdem Georgiadou angefangen hatte, mit zehn Jahren für den Modernen Fünfkampf zu trainieren, entschied sie sich 2003, zugunsten von Fechten die Vielseitigkeitssportart aufzugeben. Sie kämpft mit der linken Hand.
2018 konnte sie bei den Mittelmeerspielen in Tarragona eine Bronzemedaille gewinnen.
Für die Olympischen Sommerspiele 2020 in Tokio, die erst 2021 stattfanden, konnte sie sich nicht qualifizieren, weil sie direkt vor dem entscheidenden World Cup 2021 von Budapest an COVID-19 erkrankte und infolgedessen nicht daran teilnehmen konnte.
Nach einer verletzungsbedingten Operation am Bein im Juni 2021 konnte sie im November 2021 die Goldmedaille beim Grand Prix in Orléans gewinnen. Ein Jahr später, im Dezember 2022, erkämpfte sie wieder in Orléans beim Grand Prix die Bronzemedaille. Vorher hatte sie im Mai 2022 beim World Cup in Tunesien den zweiten Platz erreicht und im Juli 2022 bei den Fechtweltmeisterschaften in Kairo die Bronzemedaille gewonnen.
2023 konnte Georgiadou viele internationale Erfolge verzeichnen. Im Januar gewann sie die Goldmedaille beim Grand Prix Wettbewerb in Tunesien. Einen Monat später wiederholte sie ihren Erfolg beim World Cup von Taschkent (Usbekistan), indem sie ihre Landsmännin Theodora Gkountoura im Finale schlug. Bei der Fechtweltmeisterschaft im Juli 2023 in Mailand stand sie wieder im Finale und musste sich mit 11 zu 15 der zweimaligen Weltmeisterin Misaki Emura geschlagen geben. So erhielt sie die Silbermedaille und sicherte sich eine Teilnahme an den Olympischen Sommerspielen 2024. Durch diesen Erfolg stieg sie im Juli 2023 weltweit auf den 2. Rang der Säbelfechterinnen.